# Rex Lee
Rex Lee (Warren, Ohio; 7 de enero de 1969) es un actor estadounidense. Se dio a conocer por su papel de Lloyd Lee en la serie de HBO Entourage.

## Biografía
Lee nació en Warren, Ohio. Creció en los estados de Massachusetts y California y se graduó en el "Oberlin Conservatory of Music".

## Carrera
Antes de conseguir su papel en Entourage, Lee tuvo varios trabajos incluyendo el participar en la compañía de teatro infantil "Imagination Company" así como trabajar como asistente de reparto. Fue el director de reparto del telefilm The Cure for a Diseased Life. Lee también ha interpretado papeles en una variedad de series de televisión, incluyendo Twins, ¿Qué hacemos con Brian? y Zoey 101. 
En Entourage, Lee interpreta a Lloyd Lee, el ayudante gay de Ari Gold (al que da vida Jeremy Piven).
Lee se incorporó a la serie en el primer episodio de la segunda temporada, "The Boys are Back in Town", que presentaba a Lloyd como sustituto del anterior asistente de Ari.
Lee participó luego como actor principal en las dos primeras temporadas de la serie de comedia Suburgatory de la cadena ABC, interpretando a un consejero del instituto algo despistado.
También tuvo una aparición especial como uno de los jueces en la serie musical Glee.

## Filmografía

### Cine y televisión
- 1994: El mundo de Dave (Dave's World), serie de televisión (temporada 2, episodio 1): dependiente de taquilla
- 1994: America's Most Wanted, serie de televisión (1 episodio) : Choi
- 1999: Redemption High, miniserie de televisión, como el mánager
- 1999: Word of Mouth, de Tom Lazarus, como Justin
- 2001: The Huntress, serie de televisión (temporada 1, episodio 22): como el coordinador
- 2002: Son of the Beach, serie de televisión (temporada 3, episodio 10), como el botones
- 2003: Andy Richter Controls the Universe, serie de televisión (temporada 2, episodio 12), como "el asiático"
- 2003: The Matrices, cortometraje de Dominic Mah y Jennifer Phang, como asistente
- 2003: Lucky, serie de televisión (temporada 1, episodio 7), como Jack
- 2005-2011: Entourage, serie de televisión (temporadas 2 a 8), como Lloyd Lee
- 2005: Twins, serie de televisión (temporada 1, episodio 4), como Kenny
- 2006: Mothers Be Good, cortometraje de Lynne Moses, como un vendedor
- 2006: ¿Qué hacemos con Brian?, serie de televisión (temporada 1, episodio 4), como Jeremy
- 2007: Target Audience 9.1, de Dominic Mah, como Lance
- 2007: Midnight Boycow, de Jennifer Phang, como Rex
- 2008: Zoey 101, serie de televisión (temporada 4, episodio 9), como encargado del hotel
- 2008: Shades of Ray, de Jaffar Mahmood, como Dale
- 2010: The Adoption Agency, cortometraje de Bridger Nielson, como Kim Jong-il
- 2010: Glenn Martin DDS, serie de televisión, como hombre gay (voz)
- 2011: Suburgatory, serie de televisión, como Mr. Wolfe
- 2012: Glee, serie de televisión, como Jurado Alderman Martin Ford
- 2014: Young & Hungry, como Elliot Park
- 2015: Entourage: la película, de Doug Ellin, como Lloyd Lee
- 2015: Fresh Off the Boat, serie de televisión (temporada 1, episodio 10), como Oscar Chow

## Vida personal
Lee es de ascendencia coreana. Sus padres emigraron de Corea a los Estados Unidos. Es abiertamente gay y se lo comunicó a sus padres a la edad de 22. En una entrevista de 2011, Lee dijo que en aquel momento estaba soltero y buscaba la relación adecuada.